# Azmi Kamaruddin
Azmi Kamaruddin (1933 - 5 januari 2009) was een Maleisisch jurist en rechtsgeleerde. Hij begon zijn loopbaan bij het Openbaar Ministerie waar hij onder meer diende als openbaar aanklager, griffier en juridisch adviseur. Sinds 1970 was hij rechter van een lokaal gerechtshof en van 1980 tot 1998 van het federale gerechtshof. Na zijn pensionering was hij nog hoogleraar rechten en tijdens zijn laatste vijf levensjaren rechter van het Rwanda-tribunaal in Tanzania.

## Levensloop
Kamaruddin ging naar school in Kuala Kangsar en ging in 1954 voor studie naar het Verenigd Koninkrijk. Hier kreeg hij met behulp van een studiebeurs opleiding bij de balie Lincoln's Inn. In 1957 werd hij in deze balie opgenomen.
Hierna ging hij in Maleisië aan het werk voor het Openbaar Ministerie. Hier maakte hij een loopbaan als onder meer plaatsvervangend openbaar aanklager, griffier en juridisch adviseur. Vervolgens was hij vanaf 1970 rechter van het gerechtshof (High Court) in Kuala Lumpur. Van 1980 tot zijn pensionering in 1998 diende hij als rechter van het federale gerechtshof.
Vanaf 1999 ging hij aan het werk als hoogleraar aan de juridische faculteit van de Universiteit van Maleisië in Kuala Lumpur tot hij in 2003 aantrad als rechter van het Rwanda-tribunaal in Arusha in Tanzania. Hier bleef hij aan tot zijn dood in 2009.
Hij was verder lid van het Internationaal Hof van Arbitrage in Parijs dat werd ingesteld door de Internationale Kamer van Koophandel. Hij vertegenwoordigde zijn land tijdens een aantal internationale conferenties en ontving verschillende onderscheidingen.